# José Torres Estrada
José Manuel Torres Estrada (Concepción, Chile, 25 de septiembre de 1991) es un futbolista chileno. Juega de delantero en Deportes Linares de la Segunda División de Chile.

## Clubes
| Club                       | País  | Año       |
| -------------------------- | ----- | --------- |
| Deportes Concepción        | Chile | 2010-2011 |
| Fernández Vial             | Chile | 2011      |
| Deportes Concepción        | Chile | 2012-2014 |
| Malleco Unido              | Chile | 2014      |
| Deportes Concepción        | Chile | 2015      |
| Deportes Valdivia          | Chile | 2015      |
| Deportes Concepción        | Chile | 2016      |
| Ñublense                   | Chile | 2016-2017 |
| Malleco Unido              | Chile | 2017      |
| Deportes Melipilla         | Chile | 2018      |
| Deportes Colchagua         | Chile | 2018      |
| Independiente de Cauquenes | Chile | 2019      |
| Deportes Linares           | Chile | 2020-Act. |

## Palmarés

### Distinciones individuales
| Distinción                                     | Año             |
| ---------------------------------------------- | --------------- |
| Máximo goleador de la Segunda División Chilena | 2014-25         |
| Máximo goleador de la Segunda División Chilena | Transición 2017 |